# 重庆市渝中区中华路小学校
重庆市渝中区中华路小学校曾名重庆市渝中区第二实验小学校，创办于1911年，当时名为私立达育学校。
现址位于中华人民共和国重庆市渝中区和平路管家巷9号，是1999年成为重庆市首批示范小学之一。
现任校长是王丹。